# Santa-Cruz-Formation
Koordinaten: 51° 10′ 0″ S, 69° 10′ 0″ W

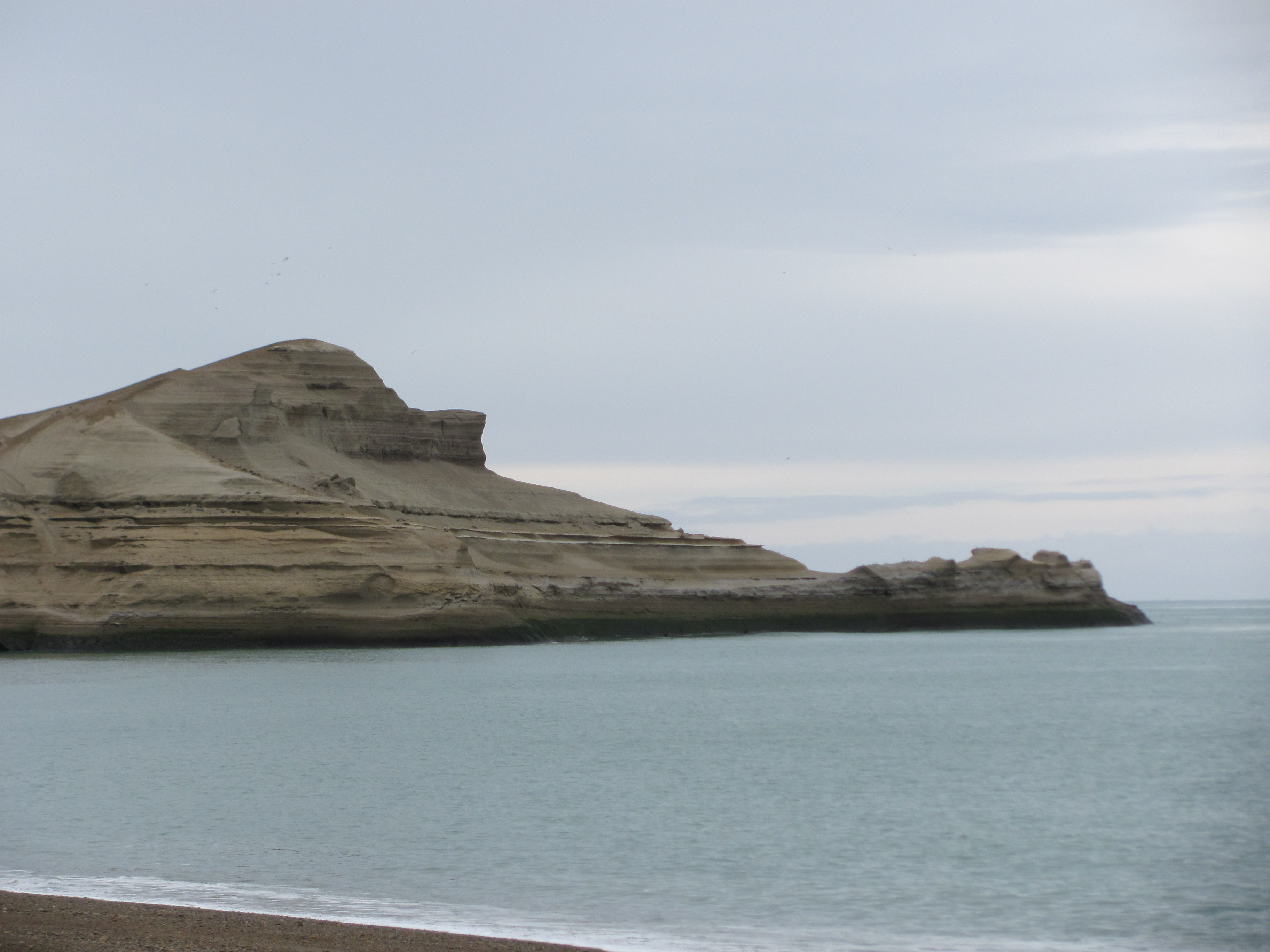
Küstenregion im Monte-León-Nationalpark in der Provinz Santa Cruz

Die Santa-Cruz-Formation ist eine lithostratigraphische Einheit, die über weite Teile Patagoniens verbreitet ist und in den Übergang vom Unteren zum Mittleren Miozän vor etwa 16 bis 18 Millionen Jahren zu stellen ist. Hauptsächlich zusammengesetzt ist sie aus feinkörnigen Sand- und Ton-/Schluffsteinlagen, denen vulkanische Ablagerungen zwischengeschaltet sind. Sie ist vor allem im unteren Bereich sehr reichhaltig an Fossilien mit zum Teil vollständigen Skelettfunden. Diese umfassen hauptsächlich Vögel und Säugetiere, es kommen aber auch Reptilien und Amphibien vor. Durch ihre Reichhaltigkeit stellt die Santa-Cruz-Formation eines der wichtigsten Fundgebiete aus dieser geologischen Epoche weltweit dar. Die aufgefundene Faunengemeinschaft, bestehend aus großen Lauf- und Wasservögeln sowie großen herbivor lebenden Säugetieren lassen eine Landschaft mit Galeriewäldern und offenen Habitaten rekonstruieren. Fossilreiche Aufschlüsse befinden sich hauptsächlich an der Atlantikküste Argentiniens, es sind aber auch bedeutende Fundpunkte im Landesinnern bekannt. Die Erforschung der Santa-Cruz-Formation begann bereits in der Mitte des 19. Jahrhunderts. Eine Intensivierung der Untersuchungen setzte ab 2003 wieder ein.
Die ersten Fossilien wurden bereits 1845 in der Santa-Cruz-Formation entdeckt und nach England gebracht. Im Jahr darauf beschrieb Richard Owen mit Nesodon, ein Vertreter der heute ausgestorbenen Südamerikanischen Huftiere, die erste Gattung aus der Gesteinseinheit. Eine große Phase der Erforschung begann Ende des 19. Jahrhunderts, als die Gebrüder Carlos und Florentino Ameghino mehrere Jahre in der Region Funde dokumentierten und diese publizierten. Von Florentino Ameghino stammt dabei auch die Bezeichnung „Santa-Cruz-Formation“, die er erstmals 1889 benutzte. In der Nachfolge der Ameghinos betätigten sich vor allem verschiedene Wissenschaftler der Princeton University in den Fossilaufschlüssen, was bis zum Beginn der 1930er Jahre anhielt. Erst Ende des 20. Jahrhunderts rückte dann die Santa-Cruz-Formation wieder näher in den Focus der internationalen Forschung.

## Geographische Lage

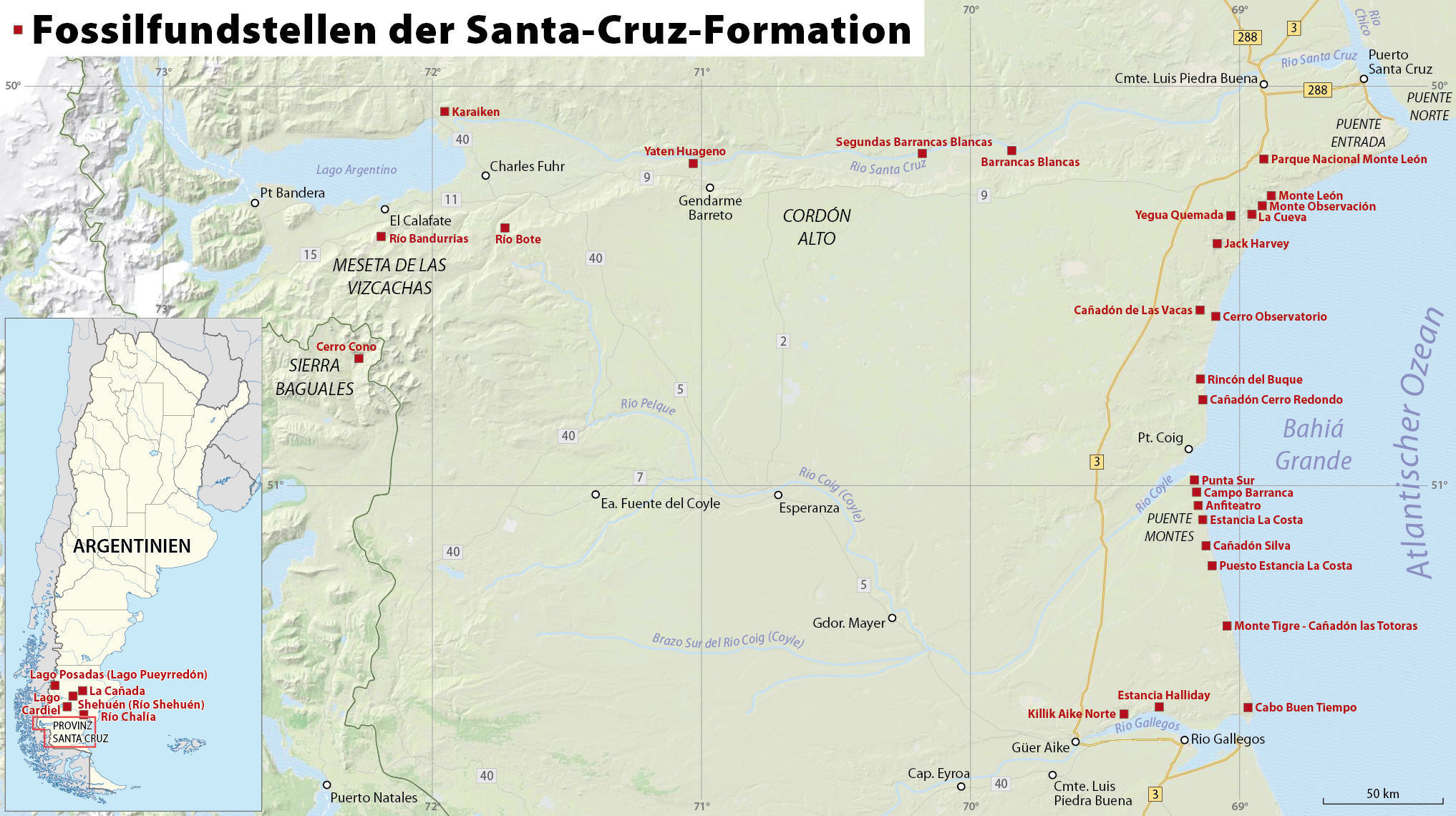
Fossilfundstellen der Santa-Cruz-Formation

Die Santa-Cruz-Formation ist eine fossilführende Gesteinseinheit, die im südlichen Südamerika, hauptsächlich in Patagonien östlich der Anden, verbreitet ist und im Norden etwa vom Lago Buenos Aires bei 46° nach Süden bis zum Río Turbio bei 51,6° südlicher Breite reicht. Die fossilreichsten Aufschlüsse liegen vor allem an der steilen Ostküste in der argentinischen Provinz Santa Cruz bei etwa 51° südlicher Breite zwischen den Mündungen des Río Coyle und des rund 70 km weiter südlich gelegenen Río Gallegos in den Atlantischen Ozean, etwa 100 km nördlich der Magellanstraße. Hier wurden bisher an fast einem Dutzend unterschiedlicher Stellen Knochen- und Zahnreste zu Tage gefördert, bedeutende Fundstellen finden sich von Punta Sur im Norden über Amfiteatro, Puesto Estancia La Costa, Monte Tigre bis zu Cabo Buen Tiempo im Süden. Einige dieser Fundstellen wurden erst in jüngster Zeit entdeckt. Allerdings können auch bis zu 90 km weiter nördlich entlang der Küste Aufschlüsse der gleichen Formation aufgefunden werden, so etwa die Fundstellen Monte Observación und Monte León. Die Fossilfundstellen sind teilweise den Gezeiten ausgesetzt und dabei von starker Erosion betroffen, wobei der Tidenhub des Atlantiks hier bis zu 12,8 m erreicht, einer der größten weltweit. Weitere Fundpunkte konnten zusätzlich an den steilen Ufern der beiden genannten Flüsse weiter im Landesinnern beziehungsweise an tiefen Einschnitten anderer Fließgewässer wie dem weiter nördlich strömenden Río Santa Cruz und dessen Nebenfluss Río Bote dokumentiert werden. Fossilreiche Fundstellen am Río Santa Cruz sind unter anderem Barrancas Blancas, Segundas Barrancas Blancas und Yaten Huageno. Darüber hinaus sind die Ablagerungen dieser Formation mit Hilfe von Bohrungen in küstenferneren Gebieten nachgewiesen. Aufschlüsse im tiefen Landesinneren bestehen unter anderem am Oberlauf des Río Bandurrias südlich der Ortschaft Calafate nahe der Grenze zu Chile.

## Geologischer Aufbau

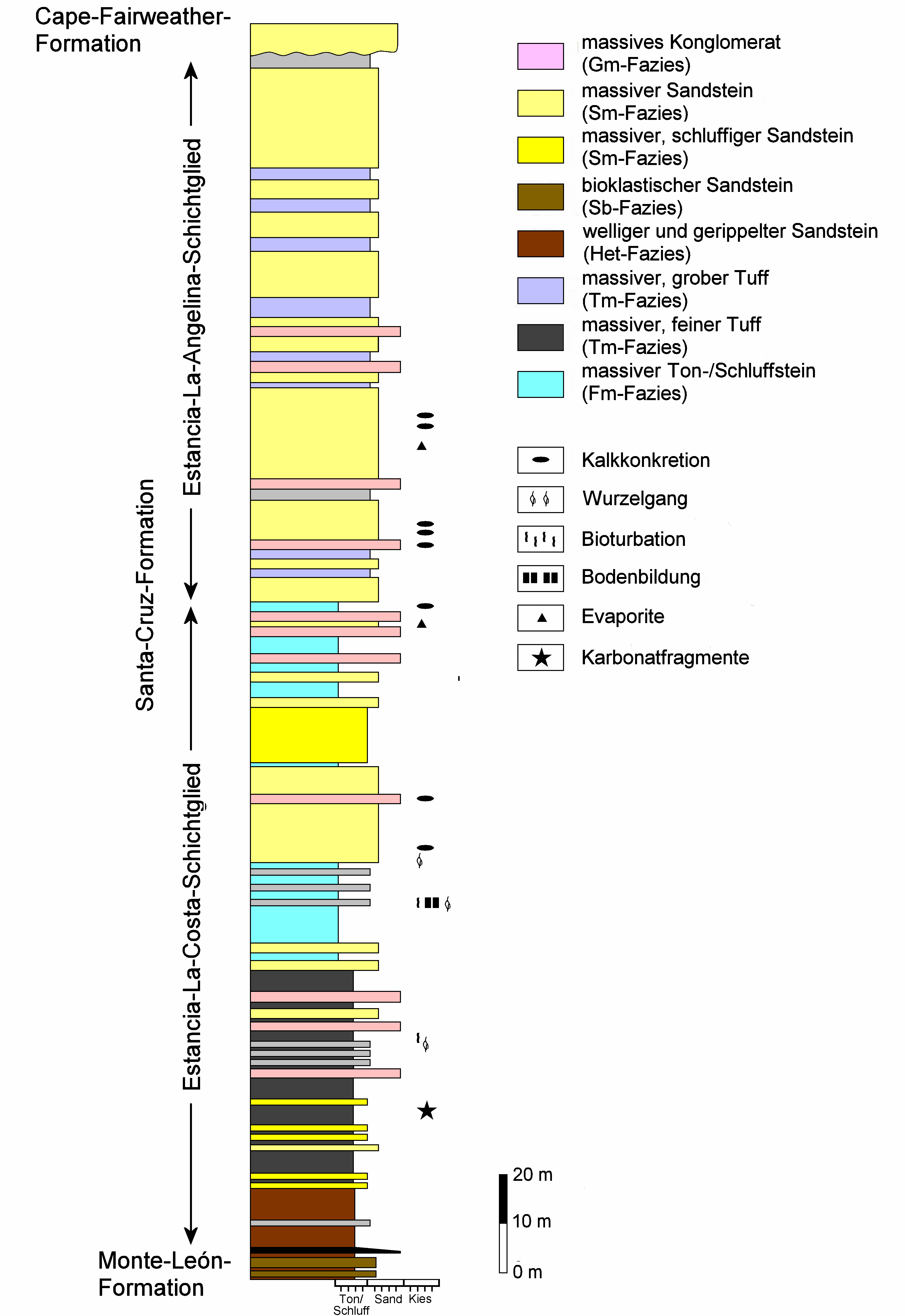
Geologischer Aufbau der Santa-Cruz-Formation im Bereich der Atlantikküste

Die Santa-Cruz-Formation ist über weite Teile Patagoniens verbreitet. Sie besteht aus terrestrisch gebildeten Sedimenten und lagert im Osten auf der durch Meereseinwirkung geprägten Monte-León-Formation. Im Westen im Bereich des Fußes der Anden wird sie über 800 m bis 1500 m mächtig, hier bildet die ebenfalls marin beeinflusste Estancia-de-25-Mayo-Formation die Basis. Vor allem in der Region um den Lago Argentino befinden sich zahlreiche Aufschlüsse, auch wurde die Santa-Cruz-Formation im Jahr 1972 hier erstmals nachgewiesen. Im Bereich des nordwestlichen Vorkommens sind bis zu 480 m mächtige Aufschlüsse südwestlich des Lago Posadas in geographischer Nähe zum Lago Pueyrredón dokumentiert. Das Fundgebiet wird eingeengt durch den Río Furioso im Westen und den Río Tarde im Osten. Die Ablagerungen bestehen hier weitgehend aus Sandsteinen, das relativ einheitliche Schichtpaket kann aber in wenigstens drei unterschiedliche Fazieseinheiten untergliedert werden. Fossilfunde stammen aus drei Abschnitten des Profils, zwei davon im unteren Teil und einer im mittleren. Basis der Abfolge bilden auch hier marine Sedimente, in diesem Fall der El-Chacay-Formation. Aus den östlichen Anden sind ebenfalls Aufschlüsse berichtet worden. In ihrem nördlichen Verbreitungsgebiet weist die Santa-Cruz-Formation zwischen 270 und 380 m dicke Sedimentlagen auf, wobei die Mächtigkeit von West nach Ost abnimmt. Im Liegenden findet sich die Monte-León-Formation. Es überwiegen feinkörnige, wenig verfestigte Sedimente mit zahlreichen biogenen Störungen, die auf verschiedene Überflutungsereignisse zurückgehen. Gröberklastische Sandsteine mit teils Kreuzschichtung lassen sich hingegen als Flussablagerungen deuten. Eingeschaltet in die Sedimentfolge sind einzelne Tufflagen. Fossilführende Bereiche finden sich häufig in den mittleren bis oberen Abschnitten der Gesteinseinheit. Ebenso bedeutend sind die bis zu 295 m mächtigen Aufschlüsse am etwas weiter nördlich fließenden Río Chalía.
Nach Osten hin zur Atlantikküste dünnt die Santa-Cruz-Formation deutlich aus. An den Steilklippen der Ostküste Patagoniens erreicht sie eine durchschnittliche Mächtigkeit von rund 200 bis 240 m. Hier umfasst sie zwei nahezu gleichmächtige stratigraphische Einheiten, zuunterst befindet sich das Estancia-La-Costa-Schichtglied und darüber das Estancia-La-Angelina-Schichtglied. Die untere Ablagerungseinheit besteht weitgehend aus einer Abfolge von überwiegend grün gefärbten Tonsteinen, zwischen denen dünnere Lagen von pyroklastischen Sedimenten und Ton-/Schluffsteinen eingelagert sind. Basal kommt dabei ein größerer Anteil an bioklastischen Gesteinen vor, die einer Übergangsfazies von marinen zu terrestrischen Bedingungen angehören. Der Bereich stellte zu Beginn der Sedimentation der Santa-Cruz-Formation einen breiten Ästuar unter dem Einfluss der Gezeiten dar, wobei dieser Einfluss nach und nach abnahm und letztendlich in einer Überschwemmungsebene endete. In höheren Abschnitten des Estancia-La-Costa-Schichtglieds treten dann auch alte Bodenbildungen auf. Die obere Sedimentfolge dagegen wird aus geblichenen Sandsteinen gebildet mit ebenfalls eingeschalteten, dünnlagigen Ton- und Schluffsteinen. Innerhalb der Ablagerungsfolge können insgesamt 27 fossilführende Schichten ausgemacht werden, wovon 23 allein dem unteren Estancia-La-Costa-Schichtglied angehören und die allein 96 % des umfangreichen Fundmaterials enthalten. Die Bildung der gesamten Formation erfolgte im ausgehenden Unteren Miozän, ihr Ursprung hängt zusammen mit der Auffaltung der Anden, deren Abtragungsschutt sie teilweise darstellt.

## Funde
Die Santa-Cruz-Formation stellt die fossilreichste Gesteinsformation des Känozoikums in ganz Südamerika dar, wobei vor allem die Vogel- und Säugetierfauna sehr umfangreich ist. Demzufolge sind die Funde sehr zahlreich und gehen in die Tausende, allein seit 2003 wurden über 1.600 Objekte entdeckt, zumeist von Säugetieren, aus den 1990er Jahren sind noch einmal mehr als 500 bekannt, während mehrerer Expeditionen zwischen 1900 und 1923 bereits hunderte Fossilfunde von wenigstens 32 Gattungen entdeckt worden waren. Sie stammen dabei überwiegend von Wirbeltieren, hauptsächlich Vögel und Säugetiere. Die Erhaltung ist sehr gut, eine oberflächliche Verwitterung der Knochen ist in vielen Fällen nicht zu beobachten. Bemerkenswert ist, dass vor allem bei den Säugetieren häufig vollständige Skelette oder Skelettteile im Verband aufgefunden werden, überwiegend Schädel mit postcranialen Skelettpartien, die eine bessere Rekonstruktion und taxonomische sowie phylogenetische Zuordnung erlauben. Stärker fragmentiertes Material kommt vor allem in den nördlicheren Aufschlüssen vor. Unterschiedliche Zerfallsprozesse der einzelnen Fossilfunde und mitunter artikulierten Skelettteile sind häufig auf den Einfluss von Wasser in den ehemaligen Überflutungsebenen und auf biologische Prozesse wie das Einwirken von Aasfressern zurückzuführen. Allgemein wird angenommen, dass die Kadaver nur relativ kurz an der Erdoberfläche verblieben und relativ schnell eingebettet wurden. Untersuchungen an der Fundstelle Amfiteatro erbrachten eine vergleichsweise dichte Fundsituation mit 148 Fundobjekten auf einer Fläche von 123 m². Die Stücke setzten sich zu 96 % aus Resten von Säugetieren zusammen, untergeordnet kamen auch Vögel und Koprolithen vor. Das gesamte Fossilmaterial der Wirbeltiere der Santa-Cruz-Formation besteht zu 84 % aus Säugetiere, zu 13 % aus Vögeln, zu 2 % aus Reptilien und zu 1 % aus Amphibien.

### Flora
Reste der Pflanzenwelt sind eher rar und kommen weitgehend in den basalen Bereichen der Santa-Cruz-Formation vor. Sie umfassen Mikrofossilien wie Schwämme, Goldbraune Algen und Kieselalgen sowie Phytolithen. Letztere stellen Silikatablagerungen von Pflanzen dar und können aufgrund der Form Vertretern der Panicoideae, Chloridoideae und Pooideae aus der Familie der Süßgräser zugewiesen werden. Andere wiederum repräsentieren Scheinbuchen, Hülsenfrüchtler oder Myrtengewächse und stellen somit arboreale Komponenten der Florengemeinschaft dar. Daneben sind mit fossilisierten Hölzern auch Makroreste von Pflanzen bekannt. Diese können zu ähnlichen Baumformen gestellt werden, hinzu kommen weiterhin unter anderem Araukarien-, Lorbeer- und Silberbaumgewächse. Zusätzlich wurde Akanioxylon aus der Familie der Akaniaceae nachgewiesen, die Familie ist heute nur in Südostasien und Australien verbreitet. Weitere, aber sehr seltene Makroreste umfassen Blattabdrücke. Aufgrund der Form, der Randzähnung und der Architektur der Leitbündel gehören sie wohl allesamt zu den Scheinbuchen, genauere Zuweisungen liegen bisher nicht vor.

### Fauna

#### Wirbellose
Wirbellose wurden bisher kaum beobachtet, sind jedoch recht häufig aus der unterlagernden Monte-León-Formation belegt, die aber unter marinen Bedingungen entstand. Aus den unteren 40 m im Basisbereich der Santa-Cruz-Formation stammen Schalen von Crassostrea, einer Muschel aus der Gruppe der Austern. Sie bilden teilweise bettartige Lagen. Die Vertreter der Gattung bevorzugten randliche Meeresbereiche mit weichen oder harten Böden und tolerierten eine weite Spanne von unterschiedlichen Salzgehalten sowie teilweise subaerische Bedingungen. Alle anderen Muschelfunde sind aufgrund ihrer starken Abrollungsspuren als Aufarbeitungsrückstand der Monte-León-Formation anzusehen, als das heutige Patagonien damals vom Meer bedeckt war. Aus etwas höheren Lagen konnte aber eine Ansammlung verschiedener Schnecken, zumeist Landlungenschnecken belegt werden. Dazu gehören etwa Windelschnecken wie Gastrocopta, Punktschnecken wie Punctum und Vertreter der Charopidae, etwa Zilchogyra, Patagocharopa und Stephacharopa. Einige der Schneckenformen sind noch heute in Südamerika präsent, kommen aber in nördlicheren Regionen vor. Andere wiederum treten nicht mehr in Amerika auf. Verschiedene Gehäuse der Süßwassermuschel Diplodon von Aufschlüssen des Río Santa Cruz verweisen auf Gewässer in den damaligen Landschaften.

#### Amphibien und Reptilien
Nur spärliche Reste liegen von Amphibien und Reptilien vor. Über mehrere Unterkieferreste und Schädelfragmente, die an der Außenseite durch zahlreiche kleine Höckerchen ornamentiert sind, ist der Frosch Calyptocephalella nachgewiesen. Der insgesamt 8,2 cm lange Unterkiefer lässt dabei auf ein bis zu 25 cm langes Tier schließen. Als einziger heutiger Vertreter der Gattung kommt Calyptocephalella gayi im zentralen Chile vor. Tupinambis repräsentiert die Schienenechsen und ist ebenfalls über Kieferreste überliefert. Er war aber mit einer Körperlänge von 60 cm deutlich kleiner als die heutigen Vertreter der Echten Tejus. Weitere Fossilfunde können den Leguanartigen zugewiesen werden, etwa der Gattung Pristidactylus aus der Familie der Großkopfleguane, die mit mehreren Ober- und Unterkieferresten vorkommt. Vermutlich handelt es sich um eine sehr urtümliche Form der Gattung, die heute noch in Südamerika besteht, aber ein etwas weiter nördlicheres Verbreitungsgebiet besitzt. Ebenso sind Schlangen vertreten, die bisher aufgefundenen Wirbel erlauben aber nur allgemein eine Zuweisung zu den Nattern.

#### Vögel

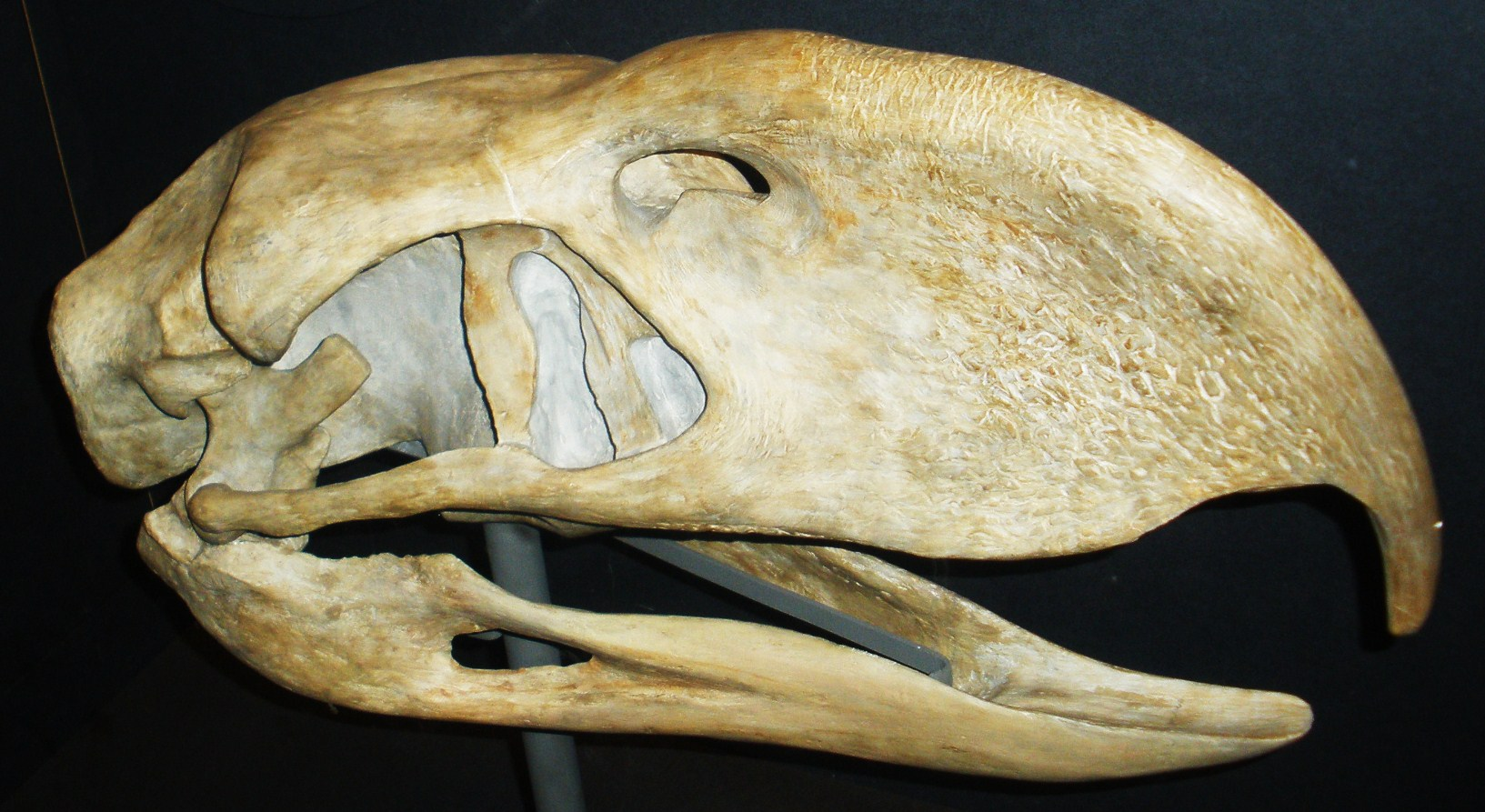
Schädel von Phorusrhacos aus der Santa-Cruz-Formation

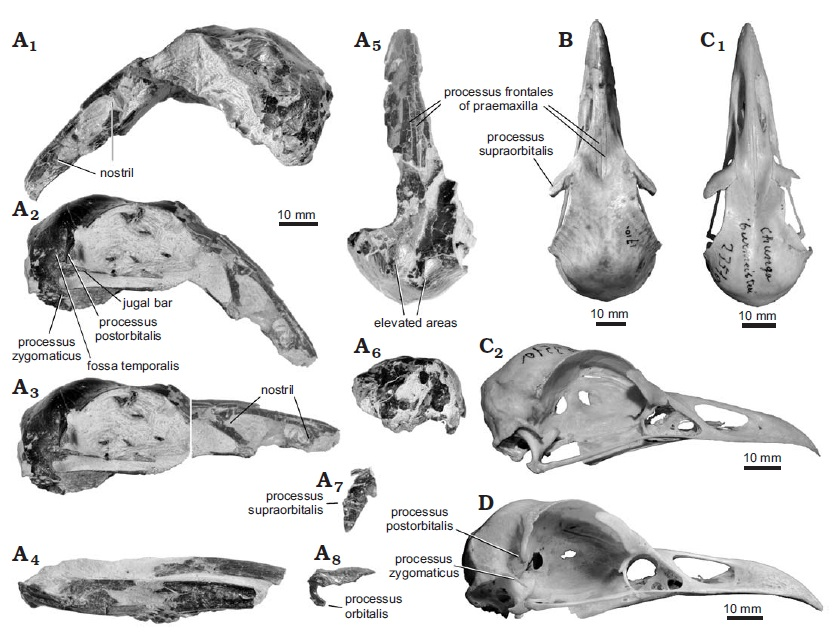
Schädel von Noriegavis (A) aus der Santa-Cruz-Formation im Vergleich zur Schwarzfußseriema (C) und zur Rotfußseriema (B, D)

Allein aus der Gruppe der Vögel sind 15 Gattungen nachgewiesen, wobei die Funde zu den bedeutendsten Fossilnachweisen in ganz Südamerika gehören. Die Urkiefervögel repräsentiert unter anderem Opisthodactylus, ein den Nandus nahestehendes Tier. Von ihm wurden einzelne Beinknochen gefunden, die auf einen rund 57 kg schweren Vogel verweisen. Des Weiteren sind Reste von Steißhühnerverwandten zu verzeichnen. Alle anderen Vögel der Santa-Cruz-Formation lassen sich den Neukiefervögeln zuordnen. Hervorzuheben sind dabei die Funde der überwiegend bodenbewohnenden und höchstwahrscheinlich fleischfressenden Phorusrhacidae („Terrorvögel“), die in einem sehr breiten Formenspektrum auftreten. So kommt das kleine, rund 80 cm hohe Psilopterus vor, das unter anderem mehrere vollständige Schädel vorweisen kann und das mit rund 5 bis 8 kg Gewicht etwas größer wurde als ein durchschnittlich großer Seriema-Vertreter, dem nächsten heute lebenden Verwandten der „Terrorvögel“. Möglicherweise war Psilopterus aufgrund des eher grazilen Körperbaus zu Gleitflügen von einigen hundert Metern Distanz befähigt. Andererseits stellt Phorusrhacos, der 1887 anhand eines Unterkiefers aus der Santa-Cruz-Formation beschrieben wurde, mit etwa 240 cm Höhe und mit einem angenommenen Körpergewicht von 110 bis 160 kg einen der größten Angehörigen dieser Vogelgruppe dar. Fast alle Fossilien von Phorusrhacos kamen bereits Ende des 19. Jahrhunderts zu Tage und sind teils schlecht erhalten. Erst im Jahr 2019 konnte wieder ein Schädelrest mit Unterkiefer von der Fundstelle Cerro de los fósiles am Lago Belgrano nahe der argentinisch-chilenischen Grenze vermeldet werden. Weitere Funde liegen vom mittelgroßen Patagornis und von Noriegavis vor, letzterer ist mit einem vollständigen Schädel einschließlich eines gut erhaltenen Teilskelettes nachgewiesen und steht als Fossilvertreter den beiden heutigen Seriema-Arten besonders nahe, ursprünglich wurde er auch in deren Gattung geführt.
Der größte auftretende Vogel ist Brontornis, ein über 280 cm großes und bis zu 380 kg schweres Tier, das bisher nur durch einzelne Beinknochen und stark fragmentiertes Schädelmaterial nachgewiesen ist. Ursprünglich wurde Brontornis direkt in die „Terrorvögel“ eingegliedert, das spärliche Fundmaterial lässt aber nach verschiedenen neueren Untersuchungen sowohl eine Nahverwandtschaft mit den Phorusrhacidae als auch eine Basalstellung innerhalb der Gänsevögel möglich erscheinen. Aufgrund des Baus der Beine wird für diesen nur langsam laufenden Vogel eine aas- oder pflanzenfressende Lebensweise in Betracht gezogen. Eindeutige Gänsevögel sind mit Eoneornis, Eutelornis und Ankonetta überliefert, letzterer war aufgrund der aufgefundenen Unterarm- und Handknochen etwa mittelgroß und stellt einen nahen Verwandten der heutigen Pfeifgänse dar. Zu den Schlangenhalsvögeln sind einige Reste der Oberarmknochen zu stellen und werden der Gattung Macranhinga zugewiesen. Letztendlich konnten unter anderem mit Badiostes und Thegornis auch Vertreter der Greifvögel dokumentiert werden. Dabei ist Thegornis über ein nahezu vollständiges Skelett aus dem unteren Bereich der Santa-Cruz-Formation bekannt. Er stellt einen Verwandten des Lachfalken dar und war wohl wie dieser aufgrund seiner kurzzehigen Füße auf Schlangen als Nahrung spezialisiert. Stark fragmentiert wiederum ist das Fundmaterial von Dryornis aus der Gruppe der Neuweltgeier, darunter befindet sich auch ein Oberarmknochen. Die Gattung ist ansonsten eher aus dem Pliozän bekannt.

#### Säugetiere
Die umfangreiche Säugetierfauna ist mit über 60 Gattungen aus mehr als zwei Dutzend Familien vertreten. Sehr vielseitig sind die Beuteltiere. Vor allem die Microbiotheria und Paucituberculata umfassen dabei überwiegend nur Tiere mit geringer Körpergröße. Microbiotherium, das allein vier Arten aufweist, war mit 20 bis 147 g einer der kleinsten Säugetier-Vertreter der Santa-Cruz-Formation. Die mit der heutigen Chiloé-Beutelratte verwandten Tiere ernährten sich überwiegend von Insekten. Ebenfalls umfangreich ist Palaeothentes mit fünf Arten. Diese stehen den Mausopossums nahe und erreichten zwischen 82 und 860 g Körpergewicht und bewegten sich aufgrund des charakteristischen Körperskelettes vorwiegend hüpfend fort. Weitere vorkommende Beuteltiere sind Abderites und Phonocdromus. Deutlich größer wurden die Sparassodonta, die neben den „Terrorvögeln“ die hauptsächlichen Beutegreifer der Santa-Cruz-Formation darstellen. Sie umfassen 11 Gattungen und stellen stark an Fleischnahrung spezialisierte (hypercarnivore) Jäger dar. Überliefert sind diese Raubbeutlerartigen über zahlreiche gut erhaltene Schädel und über postcraniales Skelettmaterial. Die Borhyaenidae repräsentieren dabei die größten Beuteltiere in der Santa-Cruz-Formation. So erreichte Arctodictis bis zu 51 kg Körpergewicht, Borhyaena immerhin noch rund 36 kg. Am anderen Ende der Größenskala stehen die Vertreter der Hathliacynidae. Hier warteten Perathereutes und Pseudonotictis mit nur jeweils 1 kg Körpergewicht auf. Andere Formen wie Cladosictis besaßen bezüglich ihrer Körpergröße einen eher intermediären Charakter. Analysen zufolge besetzten die einzelnen Sparassodonten-Gattungen unterschiedliche ökologische Nischen, die von baumbewohnend bei kleineren Formen bis hin zu rein terrestrisch bei den großen Vertretern reichten. Eine Besonderheit stellt das nur 15 cm lange und 80 bis 120 g schwere Necrolestes dar, ein Tier, das unterirdisch lebte und Rekonstruktionen zufolge mit einem zylindrischen Körper mit kräftigen, grabschaufelartigen Vorderfüßen und einem kurzen Hals ausgestattet war. An seiner spitzen, aufsteigenden Schnauze besaß es möglicherweise ein lederiges Nasenpolster, dass ein robustes Graborgan darstellte. Necrolestes wurde anfänglich mit den afrikanischen Goldmullen verglichen, mit denen es die Ausbildung eines dritten Unterarmknochens, den sogenannten „Flexor“-Knochen, teilt. Spätere Analysen stellten es in die Nähe der Beuteltiere, wahrscheinlicher ist aber eine Verwandtschaft mit den Meridiolestida. Diese urtümliche Säugetiergruppe galt als bereits im Übergang von der Kreide zum Paläozän ausgestorben, womit Necrolestes ein Lazarus-Taxon wäre und seine Verwandten bis zum Beginn des Neogens überlebt hätte.

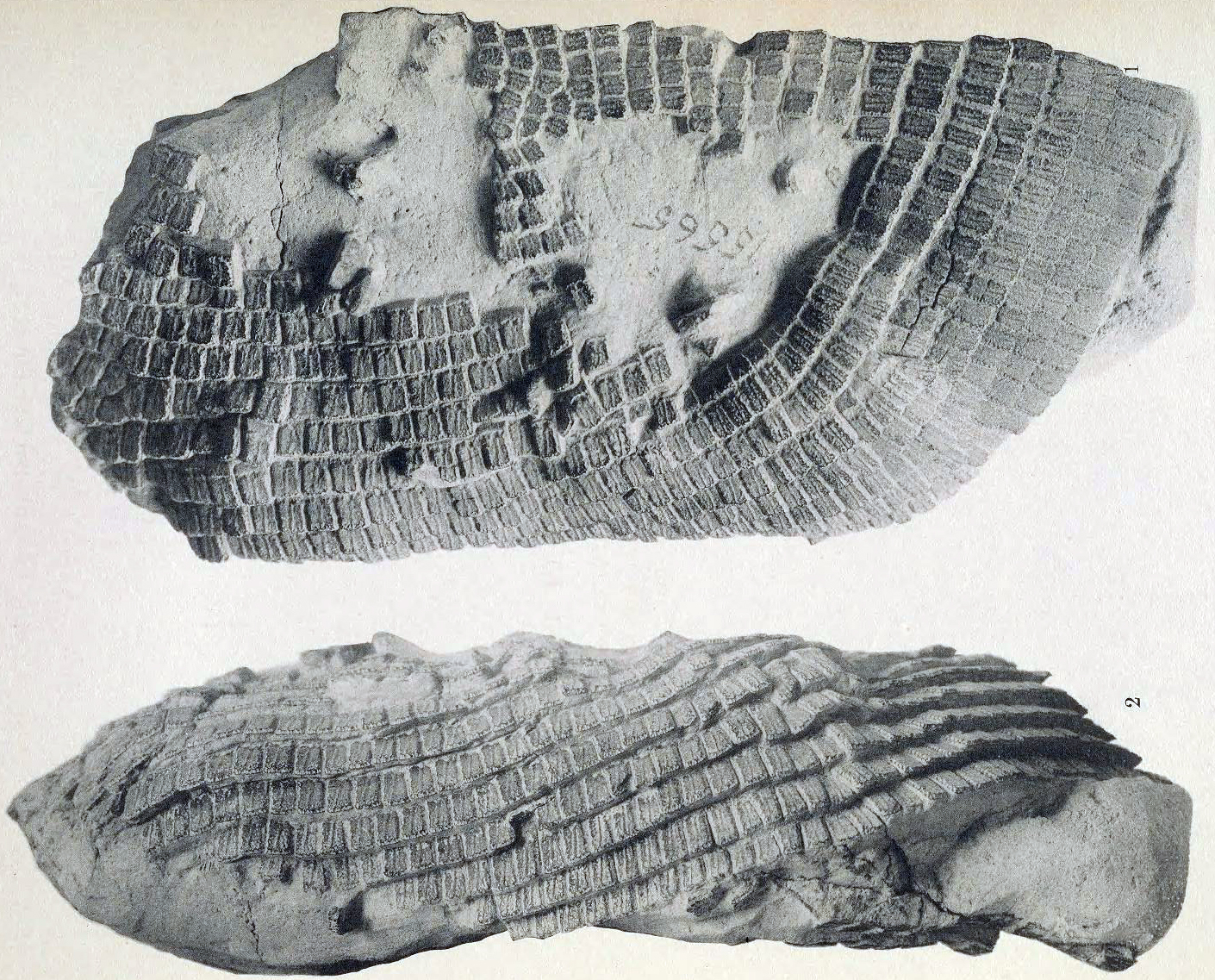
Panzerreste von Stegotherium aus der Santa-Cruz-Formation

Unter den Höheren Säugetieren sind vor allem die Vertreter der Nebengelenktiere in größerer Anzahl dokumentiert. Vielfältig treten die Gürteltiere auf. Prozaedyus steht innerhalb der Verwandtschaftsgruppe des Zwerggürteltiers sowie des Sechsbinden-Gürteltiers und ist unter anderem mit zwei weitgehend vollständigen Skeletten einschließlich des Rückenpanzers erhalten. Mit Proeutatus, überliefert unter anderem über ein nahezu vollständiges Skelett, findet sich ein etwas weitläufiger Verwandter, der rund 15 kg schwer wurde, während Stegotherium nahe den heutigen Langnasengürteltieren steht und rekonstruiert 11 kg wog. Eher selten tritt Vetelia in Erscheinung, von dem bisher nur einzelne Knochenplättchen aufgefunden wurden. Die Form erreichte die Ausmaße des heutigen Riesengürteltiers. Ursprünglich in eine Verwandtschaftslinie mit Prozaedyus und dem heutigen Zwerggürteltier eingeordnet, lässt die Ornamentierung des Panzers eher auf eine Beziehung zum Riesengürteltier und zu den Nacktschwanzgürteltieren schließen. Weiterhin liegt wenigstens ein Schädel von Peltephilus vor, einem ausgestorbenen entfernten Verwandten der Gürteltiere aus der Gruppe der Peltephilidae. Er trug zwei hornähnlich aufgestellte Knochenschuppen der Kopfpanzerung auf der Nase. Die mit den Gürteltieren eng verwandten Glyptodontidae, die durch einen starren Panzer gekennzeichnet sind, wurden mit mehreren Gattungen nachgewiesen. Alle aufgefundenen Vertreter gehören den Propalaehoplophorinae an, einer eher urtümlichen Linie, und waren deutlich kleiner als ihre späteren Nachfahren aus dem Pleistozän. So erreichte Cochlops rund 80 kg Körpergewicht, Eucinepeltus brachte bis zu 115 kg auf die Waage. Letzteres ist unter anderem durch einen vollständigen, 18 cm langen und an den Jochbögen 13 cm breiten Schädel nachgewiesen. Diesem haftete noch der Kopfpanzer an, der sich aus elf Knochenplättchen zusammensetzte. Des Weiteren wurde der Unterkiefer eines Jungtiers geborgen, die für die älteren Linien der Glyptodonten bisher nur selten belegt sind. Eine Ausnahme von diesen frühen Glyptodonten bilden Panzerplättchen, die in einem ansonsten fossilfreien Fundbereich bei Estancia La Peninsula im westlichen Verbreitungsgebiet der Santa-Cruz-Formation gefunden wurden. Sie gehören einem Vertreter aus der Ahnenreihe von Neuryurus an und damit in die Gruppe der Hoplophorinae. Der typische Körperbau der Glyptodontidae befähigte diese nicht zu einer grabenden Lebensweise, wie es bei den Gürteltieren der Fall ist, sie stellten somit reine Landbewohner dar. Auffallend bei den Gepanzerten Nebengelenktieren, die mit fast zwei Dutzend verschiedenen Arten in der Santa-Cruz-Formation präsent sind, ist ein abnehmender Formenreichtum von Ost nach West, was eventuell auf regionalen ökologischen Abstufungen im Zusammenhang mit der beginnenden Auffaltung der Anden beruht.

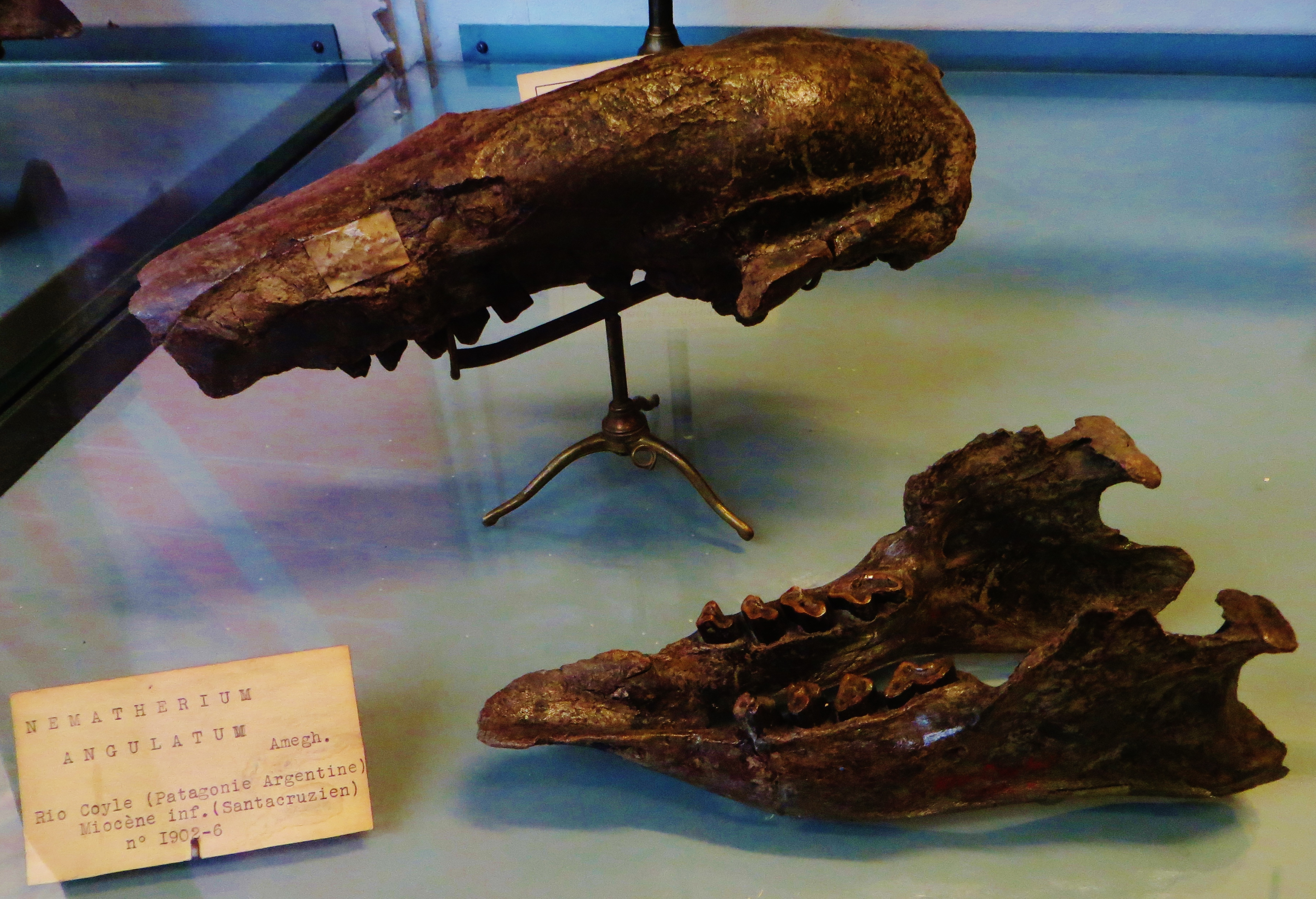
Schädelreste von Nematherium aus der Santa-Cruz-Formation

Faultiere umfassen insgesamt 11 Gattungen. Auch sie bleiben weit hinter den riesigen Ausmaßen ihrer späteren Verwandten zurück. Hierunter zählt Eucholoeops aus der Verwandtschaft der Megalonychidae, das über mehrere Schädel und Unterkiefer, aber auch über ein Teilskelett dokumentiert ist und teilweise fast 100 kg schwer wurde. Ähnlich groß war Nematherium, ein früher Vertreter der Mylodontidae. Das überlieferte Fundmaterial der Gattung, darunter auch zwei Teilskelette, entstammt weitgehend Aufschlüssen an der Küste, ein nahezu vollständiger Schädel wurde aber auch weit im Landesinnern nahe der argentinisch-chilenischen Grenze gefunden. Für Prepotherium als einen der größten Vertreter der Gruppe wird ein Gewicht von rund 123 kg veranschlagt. Dieses stellt einen Angehörigen der Megatheriidae dar, wobei ein bisher noch nicht genau identifizierter Vertreter dieser Faultierlinie aus den Ablagerungen der Santa-Cruz-Formation bis zu 200 kg gewogen haben könnte. Vom nahe verwandten Planops wiederum wurde unter anderem ein gut erhaltenes Teilskelett am Río Gallegos zu Tage gefördert. Hapalops, eine Gattung mit wenig bekannten Verwandtschaftsverhältnissen aber möglichen näheren Beziehungen zu den Megatherien, ist weiterhin mit mindestens sechs Arten überliefert, deren Größe zwischen 15 und 85 kg variierte. Wie Hapalops sind wohl auch Schismotherium und Xyophorus als basale megatherioide Faultiere aufzufassen. Für beide Formen sind verschiedene Gebissreste vom Río Santa Cruz beschrieben worden. Ein Großteil der Faultiere der Santa-Cruz-Formation war auf blatthaltige Nahrung spezialisiert, wie es unter anderem anhand des Aufbaus des Unterkiefers und der Ansatzstellen der Kaumuskulatur bei Eucholoeops rekonstruiert werden konnte. Einige Formen wie Analcitherium und Nematherium bevorzugten aber aufgrund der Schädelanatomie eher härteres und faserigeres Pflanzenmaterial wie es auch typisch für die späteren Mylodontidae ist. Dem Bau der Gliedmaßen zufolge lebten die meisten Faultiere teils baumbewohnend, wobei aufgrund der kräftigen und kurzen Vorderbeine eine von den heutigen Formen abweichende Fortbewegung in den Bäumen ausgeübt wurde, die eher an die der baumkletternden Ameisenbären oder Schuppentiere erinnert. Allerdings verweist die Gestaltung des Bewegungsapparates wie das lang ausgezogene obere Gelenk der Elle oder die kurzen und breiten Vorderfüße auch auf eine grabende Lebensweise, was bei den rezenten Faultieren nicht bekannt ist. Ähnliche Interpretationen sind aufgrund der Struktur der Hinterbeine möglich, die die Rekonstruktion einer massigen Muskulatur ermöglichen. Ausnahmen bilden wohl die großen Megatherien, die zu schwer waren, um auf Bäumen zu klettern, ihr Bewegungsapparat spricht für eine rein terrestrische Lebensweise. Als einer der seltenen fossilen Nachweise der Ameisenbären und zudem einer der ältesten überhaupt ist Protamandua anzusehen. Der aufgefundene Schädel und Teile des Körperskelettes verweisen auf ein etwa 6 kg schweres Tier, dass gut an ein arboreales (baumbewohnendes) Leben angepasst war.

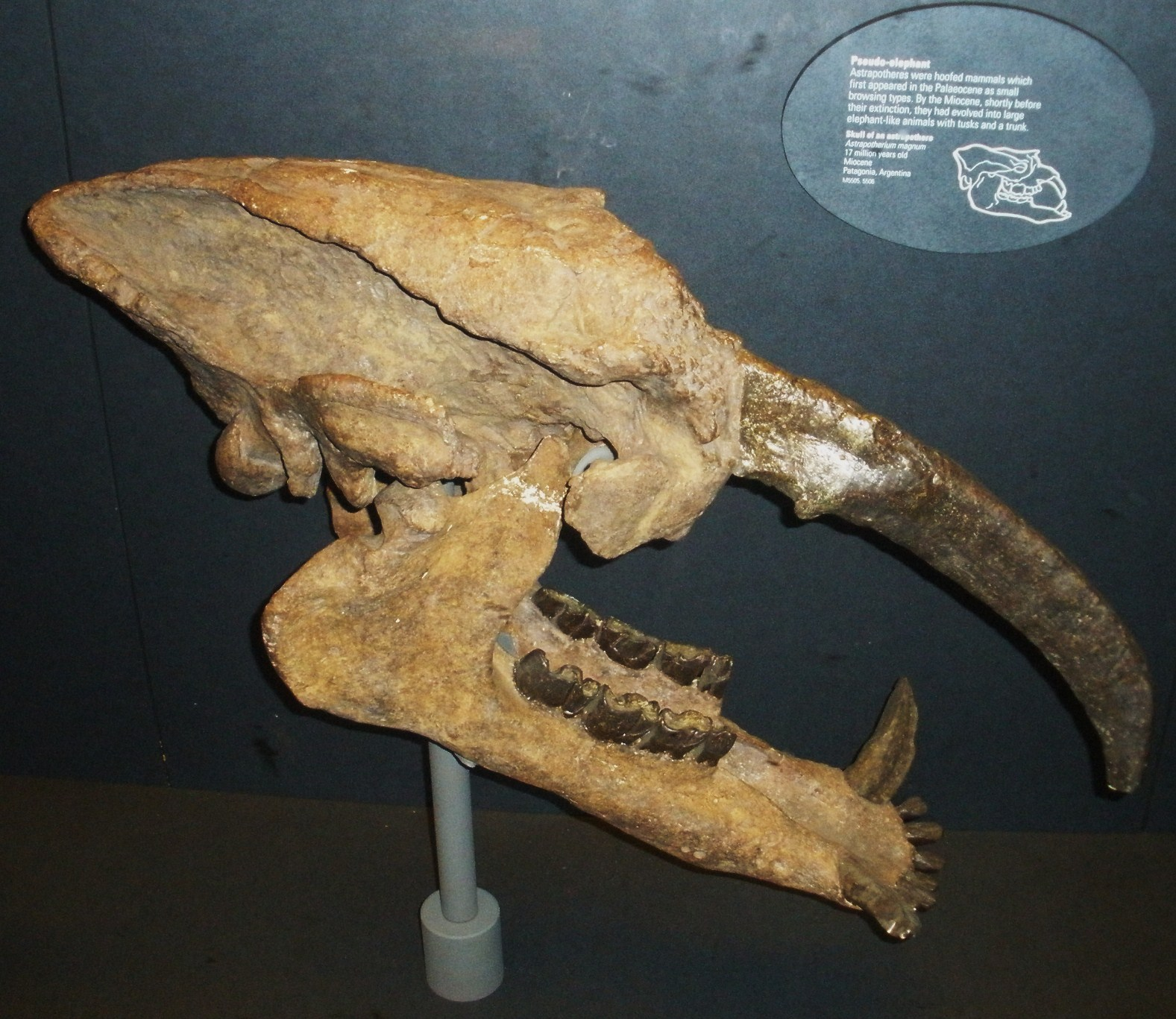
Schädel von Astrapotherium aus der Santa-Cruz-Formation

Zu den größten bekannten Säugetieren der Santa-Cruz-Formation gehören die Südamerikanischen Huftieren, die mit mehr als ein Dutzend Gattungen vorliegen. Allein Astrapotherium, ein äußerlich tapirähnliches, mit einem Rüssel ausgestattetes Tier aus der umfassenden Gruppe der Astrapotheria, wog über 1 t. Überliefert über mehrere Schädel- und Unterkieferreste stellte es ein weitgehend auf weiche Pflanzenkost angepasstes Tier dar, dass an den Ufern von Flüssen und Seen lebte und über einen kurzen Rüssel und kräftige Eckzähne verfügte. Als eine äußerst vielgestaltige Großgruppe der Südamerikanischen Huftiere zeichnen sich die Notoungulata aus. Hierin wuchs Nesodon zu einem riesigen Tier mit gut 630 kg Körpergewicht heran, deutlich kleiner war Adinotherium mit 120 kg. Beide Tiere werden innerhalb der Notoungulata zu den Toxodontia geordnet. Aufgrund ihrer hochkronigen Zähne galten sie häufig als Grasfresser, neuere Studien zeigten jedoch, dass diese sich hauptsächlich von Blättern und Borke ernährten, möglicherweise auch je nach Verfügbarkeit von gemischter Pflanzenkost. Vom nur wenig untersuchten, stratigraphisch aber bedeutenden Notohippus wurde im Jahr 2019 ein Teilschädel vom Río Bote, einem Nebenfluss des Río Santa Cruz im westlichen Verbreitungsgebiet der Santa-Cruz-Formation, beschrieben. Zuvor war die Form aus der Gesteinseinheit nur von einigen Einzelzähnen bekannt. Der mittelgroße Vertreter mit relativ hochkronigen Zähnen stand Pate für die Bezeichnung des älteren Abschnitts des Bildungszeitraums der Gesteinseinheit (Étage Notohippidéen). Die gleichfalls zu den Notoungulata gehörenden Typotheria erreichten nicht die Ausmaße der Toxodontia, sondern waren deutlich kleiner. Interatherium und Protypotherium brachten nur rund 2 bis 7 kg auf die Waage und zählen zu den kleinsten Südamerikanischen Huftieren. Von beiden ist jeweils ein vollständiges Skelett ausgegraben worden. Sie glichen in ihrem Äußeren eher heutigen Nagetieren, die Struktur ihrer Vorderbeine könnte auf eine grabende Lebensweise hindeuten, die aber im Vergleich zu anderen derartig lebenden Tieren nicht ganz so stark ausgeprägt war. Mit beiden Gattungen ist Patriarchus eng verbunden. Von diesem liegt bisher nur ein einzelner Unterkiefer vom Río Bote vor. Ebenso gehört Neoicochilus in das nähere Verwandtschaftsumfeld, dem verschiedene Gebissreste zugewiesen werden. Die Litopterna formen eine weitere Großgruppe innerhalb der Südamerikanischen Huftiere. Darin gehört Diaidiaphorus zur Gruppe der Proterotheriidae. Die Tiere erinnern ein wenig an heutige Pferde, da sie wie diese nur einen Zeh je Gliedmaße besaßen. Über ein ähnliches Merkmal verfügte auch Thoatherium, es war aber deutlich kleiner als Diadiaphorus. Beide bewohnten höchstwahrscheinlich offenere Landschaften. Mit ihnen verwandt ist Theosodon aus der Linie der kamelartigen Macraucheniidae. Abweichend von den bekannteren pleistozänen Vertretern der Macraucheniidae war bei dieser Basalform das Nasenbein noch nicht so weit nach hinten verrückt, so dass hier wahrscheinlich noch kein Rüssel bestand. Im Vergleich zu den Proterotheriidae sind die Macraucheniidae eher selten im Fundbericht verzeichnet.

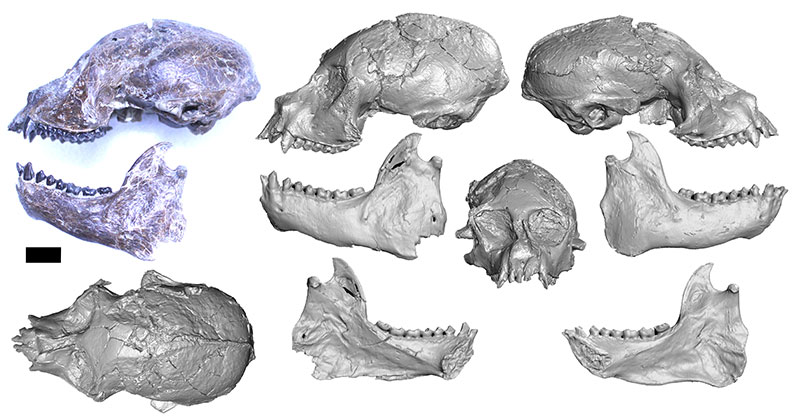
Schädel von Homunculus aus der Santa-Cruz-Formation

Mehrere Schädel, Unterkiefer, isolierte Zähne und Reste des Körperskeletts sind von Homunculus aufgefunden worden, einem frühen Vertreter der Neuweltaffen mit nicht eindeutig geklärten Verwandtschaftsbeziehungen. Neben einem Teilskelett mit Schädel, Vorder- und Hintergliedmaßen sowie Becken- und Schultergürtel ist auch der fast vollständige Schädel eines Jungtiers herausragend, der zu den ältesten derartigen Fossilresten eines ausgestorbenen Neuweltaffen gehört. Das ausgewachsen 1,9 bis 3,4 kg schwere Tier lebte baumkletternd, der nicht durchstreckbare Arm ließ aber abweichend von heutigen Klammeraffen keine schwinghangelnde Fortbewegung zu. Es ernährte sich sowohl von weicheren Früchten als auch hartschaligen Samen, die aufgrund der relativ kleinen Augen wohl tagsüber gesammelt wurden. Eine weitere Primatengattung, Killikaike, die anhand eines Schädels beschrieben wurde, ist in ihrer systematischen Eigenständigkeit umstritten. Letztendlich wurden auch Nagetiere aus der Gruppe der Meerschweinchenverwandten entdeckt. Perimys, ein Vertreter der Chinchillaartigen und das meerschweinchenartige Eocardia blieben in ihren Körperausmaßen recht klein und wogen zwischen 500 g und knapp 3 kg. Dagegen konnte das letzterem nahestehende und extrem häufige Neoreomys über 7 kg erreichen und übertraf damit seine heutigen Verwandten, die Agutis und Acouchis. Alle drei Gattungen sind anhand zahlreicher Schädelreste und Teilen des Körperskeletts nachgewiesen. Der mit rund 14 kg größte Angehörige der Nagetiere, Steiromys aus dem Umkreis der Baumstachler, ist dagegen nur selten im Fossilbericht belegt. Die höchste Diversität unter den Nagetieren der Santa-Cruz-Formation wiesen aber die Trugrattenartigen auf, die unter anderem Formen wie Spaniomys, Stichomys, Acarechimys und Sciamys einschließen. Der Bau des Bewegungsapparates zeigt für die einzelnen Nagetiere stark differierende Anpassungen. So waren Eocardia und Neoreomys wohl aufgrund ihres stabilen Arms, der wenige Seitwärtsbewegungen zuließ, bodenbewohnend. Erstere Gattung kann als guter Läufer angesehen werden, letztere besaß eine beweglichere Hand und lebte möglicherweise ausdauernd wandernd. Perimys und Steiromys verfügten dagegen über rotationsfähige Arme. Weitere anatomische Details weisen darauf hin, dass sich Perimys eher grabend, Steiromys aber wahrscheinlich kletternd fortbewegte. Diese unterschiedliche Habitatnutzung deutet für die Nagetiere der Santa-Cruz-Formation eine hohe ökologische Diversität an. Eine weitere Besonderheit der Nagetiere aus der Santa-Cruz-Formation ist, dass hier erstmals Formen mit euhypsodonten, also extrem hohen und wurzellosen Zahnkronen erscheinen.

### Ichnofossilien
Spurenfossilien sind recht zahlreich beobachtet worden. Neben Wurzelgängen von Pflanzen kommen häufig Grabspuren von Tieren vor. Diese lassen sich aufgrund unterschiedlicher Größe und Form zu verschiedenen Tieren zuweisen, allerdings sind die tatsächlichen Verursacher unbekannt. Einzelne kleinere von nur 0,6 bis 1,3 cm Durchmesser können auf Würmer oder Insekten zurückzuführen sein, größere auf Krebse oder Krabben. Die meisten dieser Spuren sind in ehemals weiche Bodensubstrate eingetieft. Mehrere Millimeter lange, zylindrisch oder oval geformte Strukturen mit gerundetem oder flachem Ende verweisen auf solitär lebende Grabwespen. Sie werden überwiegend der Spurengattung Celliforma zugewiesen. Einzelne dieser Strukturen enthalten noch organische Reste, die als Nahrungsbrei der Larven interpretiert werden. Ein wiederum horizontal gelagerter, größerer Hohlraum von bis zu 7 cm Höhe und 12 cm Länge lässt auf ein Säugetier schließen. Weitere Spurenfossilien bestehen unter anderem aus Koprolithen von Beutegreifern und Vögeln.

### Altersstellung

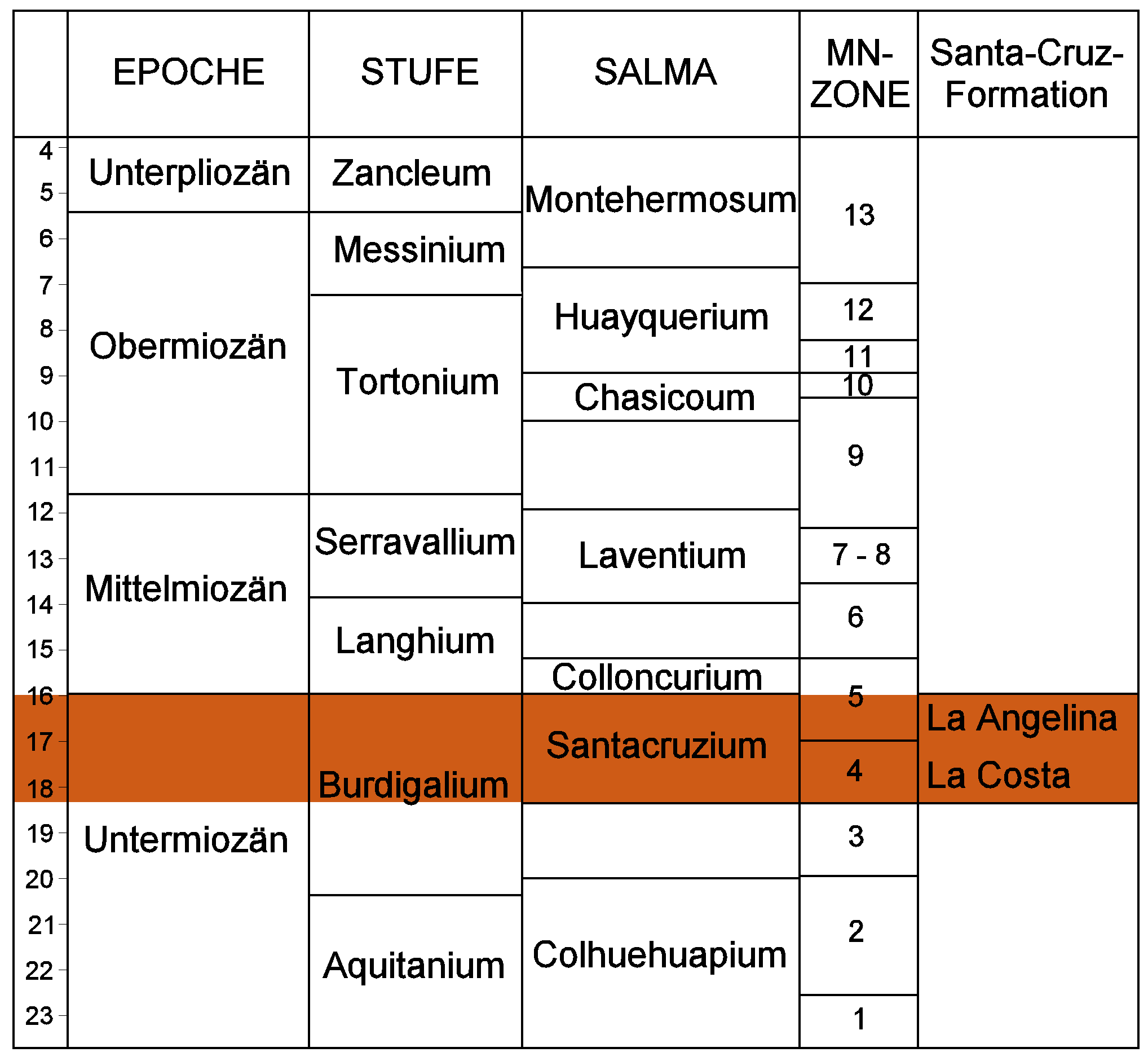
Stratigraphische Stellung der Santa-Cruz-Formation innerhalb des Miozäns

Mehrere radiometrische Altersdatierungen wurden vor allem an den Küstenfundstellen vorgenommen, so unter anderem am Monte Observación im nördlichen Verbreitungsgebiet der Santa-Cruz-Formation. Hier konnten im unteren Drittel der Sedimentfolge in eingeschalteten vulkanischen Ablagerungen mit Hilfe der Argon-Argon-Datierung ein Alter von 16,18 bis 16,58 Millionen Jahren ermittelt werden, was in das ausgehende Untere und beginnende Mittlere Miozän fällt. Entsprechende Datierungen aus der unterlagernden Monte-León-Formation an Aufschlüssen des namengebenden Monte León ergaben ein Alter von 19,33 Millionen Jahren. Vergleichbare Alterswerte konnten bereits mit ähnlichen Verfahren Mitte der 1980er Jahre gewonnen werden. Weitere radiometrische Daten aus der Region bestätigen diese Altersdaten und liegen zwischen 16 und 18 Millionen Jahren. Im westlichen Hinterland muss dagegen mit einer tieferen zeitlichen Reichweite gerechnet werden, da hier möglicherweise ältere Sedimentlagen überliefert sind, die in der Küstenaufschlüssen nicht mehr vorkommen. Hier reichen die Daten auch über 18 Millionen Jahre hinaus, etwa aus der Fundstelle Karaiken nahe dem Lago Argentino. Am Lago Posadas wurden für die untersten Abschnitte der Santa-Cruz-Formation Daten um 18,15 Millionen Jahren gewonnen. Eine neue, fossilreiche Fundstelle an der Südflanke des Cerro Cono in der Sierra Baguales in Chile ergab mit Hilfe der Uran-Blei-Datierung ein Alter von 18,23 Millionen Jahren, Im Jahr 2016 veröffentlichte radiometrische Datierungen, deren Grundlage verschiedene Aufschlüsse entlang des Río Santa Cruz bilden, stellten heraus, dass die Sedimentation im westlichen Bereich der Santa-Cruz-Formation bereits vor 18,8 Millionen Jahren begann, im östlichen setzte sie dagegen rund 1 Million Jahre später ein, etwa vor 17,7 Millionen Jahren. Über die Dauer der Bildung der Gesteinseinheit ist von einer relativ konstanten Sedimentationsrate von etwa 150 ± 50 m pro einer Million Jahre auszugehen, was umgerechnet etwa 1,5 mm im Jahr entspricht.
Aus biostratigraphischer Sicht werden die faunistischen Reste in die chronostratigraphische Stufe Santacruzium gestellt, für deren Name die Santa-Cruz-Formation aufgrund ihrer fossilen Reichhaltigkeit Pate stand. Das Santacruzium ist ein Abschnitt in der Entwicklung der südamerikanischen Landsäugetiere (South American Land Mammal Ages, SALMA) und datiert etwa zwischen 16,3 und 17,5 Millionen Jahren, allerdings können einzelne Fundbereiche im Landesinneren auch auf mehr als 18 Millionen Jahren datiert werden. Innerhalb dieser Stufe konnten dabei wenigstens zwei Biozonen unterschieden werden, die durch den Austausch des Notoungulaten Protypotherium attenuatum in den unteren Fundhorizonten durch Protypotherium australe in den oberen gekennzeichnet sind.

### Landschaftsrekonstruktion
Der südliche Teil Patagoniens zwischen 46° und 51° südlicher Breite stellt heute eine im Windschatten der Anden gelegene, trocken-kalte Region dar, die zu den windreichsten der Welt gehört. Die durchschnittliche Jahrestemperatur liegt bei rund 12 °C und der Jahresniederschlag schwankt von 125 mm im Osten bis zu 500 mm im Westen, wobei dieser sich auf die kalte Jahreszeit konzentriert. Diese Klimabedingungen haben offene Steppen- und Gras-Buschlandschaften zur Folge. Wälder bestehen nur im westlichen Teil im Übergang zu den Anden, wo der Regenfall höher ist.
Die Santa-Cruz-Formation bildete sich im Vorland der Anden, ihre Ablagerungen stellen meist Akkumulationen im Tiefland dar. Zu ihrem Bildungszeitpunkt befand sich Patagonien etwa auf der gleichen geographischen Breite wie heute. Vor allem der Primat Homunculus, der hier den südlichsten Nachweis aller Primaten in Südamerika hat, und einige Nagetiervertreter führten zur Ansicht, dass die Landschaft damals dicht bewaldet war und unter einem eher warmfeuchten Klima bestand. Auch die überwiegende laubfressende Ernährung der großen Notoungulata war ein Anzeichen dafür. Allerdings zeigten die Sedimente der Santa-Cruz-Formation auch einige Hinweise auf deutlich trockenere Bedingungen, etwa durch das Vorhandensein von eingeschaltete Gipskristallen oder durch Bruchbildungen in den eher feinkörnigen Ablagerungen. Untersuchungen zu Pflanzengesellschaften des frühen Miozäns, die jedoch nicht direkt anhand von Funden aus der Santa-Cruz-Formation durchgeführt wurden, ergaben, dass sowohl geschlossene als auch offene Landschaften auftraten und dass zu jener Zeit Gebüsch- und krautige Pflanzen dominant waren, im Gegensatz zu den vorher im Oligozän überwiegenden geschlossenen Wäldern. Ähnliche Ergebnisse zeigen auch die Pflanzenreste der Santa-Cruz-Formation selbst.
Heute geht man davon aus, dass Wälder hauptsächlich als Au- oder Galeriewald an den Ufern von Flüssen bestanden haben und von Faultieren, Primaten, Ameisenbären und baumbewohnenden Beuteltieren bewohnt waren. Die weitere Landschaft außerhalb der Flussgebiete war mit Busch- und Savannenvegetation durchsetzt, in der die großen flugunfähigen Vögel und Gürteltiere sowie einige größere Huftiere dominiert haben könnte. Im Vergleich mit ähnlichen heutigen Landschaften wird ein jährlicher Niederschlag von 1000 bis 1500 mm bei einer Jahresdurchschnittstemperatur von rund 19,3 °C angenommen. Das relative warme bis subtropische Klima indiziert unter anderem der Nachweis des Echten Tejus; auch der Primat Homunculus und der Ameisenbär Protamandua weisen darauf hin. Kalzifizierte Wurzelgänge, die in einigen Bodenbildungen auftreten, sprechen für einen saisonal abhängigen Niederschlag, wobei der größte Teil während der kühleren Jahreszeit fiel. Da die Anden während des Übergangs vom Unteren zum Mittleren Miozän noch nicht so weit empor gehoben waren – die hauptsächliche Auffaltung begann erst im Mittleren Miozän vor etwa 15 Millionen Jahren – fungierten diese noch nicht als Blockade für westliche Winde, so dass feuchte Luftströme vom Pazifik auch die Atlantikküste erreichen konnten. Jedoch ist in den oberen Fundstellen der Santa-Cruz-Formation auch eine Tendenz zur weiteren Öffnung der Habitate und Aridisierung des Klimas feststellbar. Bedingt durch die südliche geographische Position dieser damaligen Landschaft unterlag sie wie heute einer stark schwankenden Dauer der Tageslichtzeiten über das Jahr verteilt.
Die in der Santa-Cruz-Formation nachgewiesene reichhaltige Pflanzenfressergemeinschaft bestehend aus den Südamerikanischen Huftieren, Glyptodonten, Faultieren und verschiedenen Nagetieren umspannte Tiere von nur wenigen Kilogramm Körpergewicht wie etwa Steiromys bis hin zu riesigen Formen, die gut 1 t wogen, so etwa Astrapotherium. Diese zogen auch eine diverse Gruppe an Beutegreifern verteilt auf Beuteltiere und große Vögel an. Die verfügbare Biomasse wird auf rund 672 bis 864 kg je Quadratkilometer und Jahr geschätzt. Ein Großteil der Predatoren war auf kleine bis mittelgroße Beutetiere von 10 bis 45 kg Körpergewicht spezialisiert, um die ein intensiverer Konkurrenzkampf herrschte als um größere Pflanzenfresser. Vermutlich waren nur wenige Beutegreifer der Santa-Cruz-Formation befähigt, massige Pflanzenfresser von mehreren hundert Kilogramm Körpergewicht zu erlegen. Hierzu gehören vor allem Phorusrhacos aus der Gruppe der „Terrorvögel“ sowie Borhyaena und Arctodictis aus der Gruppe der Sparassodonta. Für alle drei wird aber auch eine stärker aasfressende Lebensweise diskutiert.

### Vergleichsfundstellen
Den klassischen Fundstellen der Santa-Cruz-Formation an der Atlantikküste stehen einige ältere der gleichen Gesteinseinheit im Landesinnern gegenüber. Bedeutend ist der Cerro Cono in der Sierra Baguales im südlichen Chile, wo auf 1100 bis 1200 m Geländehöhe in einem 90 m mächtigen Aufschluss der Santa-Cruz-Formation, bestehend aus tonigen und schluffigen Gesteinen, eine mehr als 20 Taxa umfassende Säugetierfauna zum Vorschein kam. Die Fundzusammensetzung ähnelt jener der Fundstellen der Atlantikküste, unter den Kleinsäugern kommen unter anderem Perimys und Adelphomys vor, zwei Meerschweinchenartige. Unter den Huftieren sind Paramacrauchenia, Nesodon und Astrapothericulus vertreten. Ebenso konnte eine umfangreiche Gemeinschaft an Nebengelenktieren dokumentiert werden. Das weitgehend kleinstückige Fossilmaterial datiert auf etwa 18,23 Millionen Jahre. Im nördlichen Verbreitungsgebiet der Santa-Cruz-Formation, südlich des Lago Buenos Aires auf chilenischem Gebiet (hier wird der See Lago General Carrera genannt) befindet sich mit Pampa Castillo eine weitere bedeutende Fundstelle des Santacruziums und mit einer Höhenlage von fast 1350 m eine der höchstgelegenen im südlichen Teil Südamerikas. Die der lokal auftretenden Río-Zeballos-Formation zugeschriebenen Ablagerungen bargen bisher rund drei Dutzend Säugetiertaxa, ein Drittel davon stellen Nagetiere dar. Darunter befinden sich neben den bekannten Meerschweinchenverwandten auch Prolagostomus und Pliolagostomus aus der Gruppe der Chinchillas oder Stichomys und Acarechimys aus der Gruppe der Stachelratten, weiterhin auch Sciamys aus der Verwandtschaft der Trugratten. Einige der aufgefundenen Nagetierarten waren bisher nur aus der ebenfalls fossilreichen Pinturas-Formation bekannt und indizieren ein etwas höheres Alter für Pampa Castillo. Die Pinturas-Formation ist im nordwestlichen Teil der argentinischen Provinz Santa Cruz am Río Pinturas verbreitet und korreliert zu den unteren Abschnitten der Santa-Cruz-Formation.

## Forschungsgeschichte

### Erste Entdeckungen

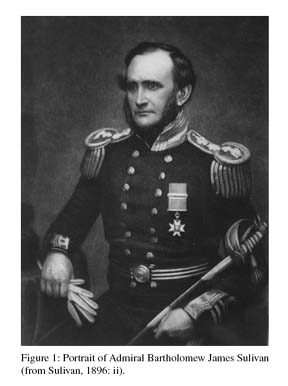
Bartholomew James Sulivan, 1896

Die Erforschung der Santa-Cruz-Formation begann bereits 1845, als der britische Kapitän Bartholomew James Sulivan während einer Expedition mit der Philomel zu den Falklandinseln nahe dem Río Gallegos erste Fossilien entdeckte. Als ehemaliger Schiffskamerad von Charles Darwin auf dessen Reise mit der Beagle 1831 bis 1835 war Sulivan in das Auffinden von Fossilien unterrichtet worden. Er begeisterte sich für die spektakulären Steilkliffs an der Mündung des Río Gallegos und landete etwa 20 km landeinwärts, wo er einzelne größere und kleinere Knochen aufsammelte. Diese sandte er an Darwin, der sie wiederum an Richard Owen am Royal College of Surgeons in London weiterleitete. Owen, einer der bedeutendsten Anatomen seiner Zeit und zu diesem Zeitpunkt mit der Aufarbeitung der Funde von Darwins Expedition beschäftigt, beschrieb im Jahr darauf ein Fossil als Nesodon. Dieses zu den Südamerikanischen Huftieren gehörende Säugetier stellt eine der am häufigsten aufgefundenen Gattungen in der Santa-Cruz-Formation dar und ist gleichzeitig das erste wissenschaftlich benannte Taxon aus dieser Gesteinseinheit. Zudem war es damals eine der ältesten bekannten Fossilformen aus Südamerika. Charles Darwin kommentierte diese Funde später und bemerkte, dass er 1832 auf seiner Reise mit der HMS Beagle selbst einzelne Aufschlüsse in Patagonien besucht, jedoch keine Fossilien gesammelt hatte. Sulivan versuchte nach seiner Rückkehr nach England eine Zeitlang vergeblich, die britische Admiralität von einer neuen Expedition zum Río Gallegos zu überzeugen und kehrte zwischen 1848 und 1851 auf eigene Faust dorthin zurück, wo er weitere Fossilien barg. Erst 1863 bewilligte die Britische Admiralität eine weitere Reise, die Sulivan gemeinsam mit seinem Sohn James Y. F. Sulivan und dem Naturforscher Robert Oliver Cunningham unternahm. Die dabei geborgenen Funde gelangten in die Hände von William Henry Flower, Nachfolger Owens am Royal College of Surgeons, der aus dieser Sammlung unter anderem Homalodotherium beschrieb.

### Die Ameghinos

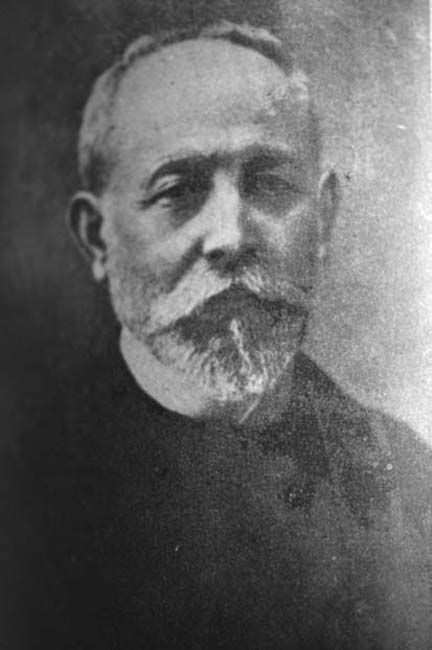
Florentino Ameghino benannte die Santa-Cruz-Formation im Jahr 1889

Nach diesen frühen Entdeckungen wurde die Santa-Cruz-Formation erst im Jahr 1877 wieder von Forschern aufgesucht, die auch einige Fossilreste fanden. Francisco Moreno führte dabei auch erste geologische Untersuchungen durch. Er erreichte bei seiner Expedition zum Lago Argentino auch den Río Santa Cruz. Eine wichtige Periode der Erforschung begann zehn Jahre später, als die Gebrüder Carlos und Florentino Ameghino dort weitere Fossilien entdeckten und beschrieben sowie Studien zum geologischen Aufbau der Formation betrieben, wodurch die Santa-Cruz-Formation wieder ins Rampenlicht der Forschung rückte. Dabei war es überwiegend Carlos, der die Arbeiten dort vor Ort durchführte, während sein Bruder Florentino die Ergebnisse weitgehend aufarbeitete. Carlos’ erste Expedition in die Region führte ihn 1887 den Río Santa Cruz flussauf bis zum Lago Argentino, was hin und zurück die Zeit vom 27. Februar bis 3. April beanspruchte. Während der ersten Expedition sammelte Carlos über 2000 Fossilien, die sein Bruder noch im gleichen Jahr in einem Vorbericht veröffentlichte. Eine erste umfassende Monographie erschien 1889 unter dem Titel Contribución al conocimiento de los mamíferos fósiles de la República Argentina. In dieser bedeutenden Publikation erwähnte Florentino auch erstmals die Bezeichnung „Santa-Cruz-Formation“ (Formación Santacruceña) ebenso wie die chronostratigraphische Stufe „Santacruzium“ (Piso Santacruceño), die er später dann in zwei Untereinheiten gliederte, in die ältere Étage Notohippidéen und die jüngere Étage Santacrucienne. In den folgenden Jahren sollten noch weitere größere monographische Abhandlungen folgen. Carlos Florentino kehrte bis 1893 noch insgesamt fünf Mal zu den Aufschlüssen der Santa-Cruz-Formation zurück. So besuchte er 1888 und 1889 die Region um den Río Chubut, 1890 den Río Deseado und von 1891 bis 1893 zweimal jeweils die Küstenregion. Der größte Teil der Funde befindet sich heute im Museo de La Plata in La Plata.

### Die Wende vom 19. zum 20. Jahrhundert

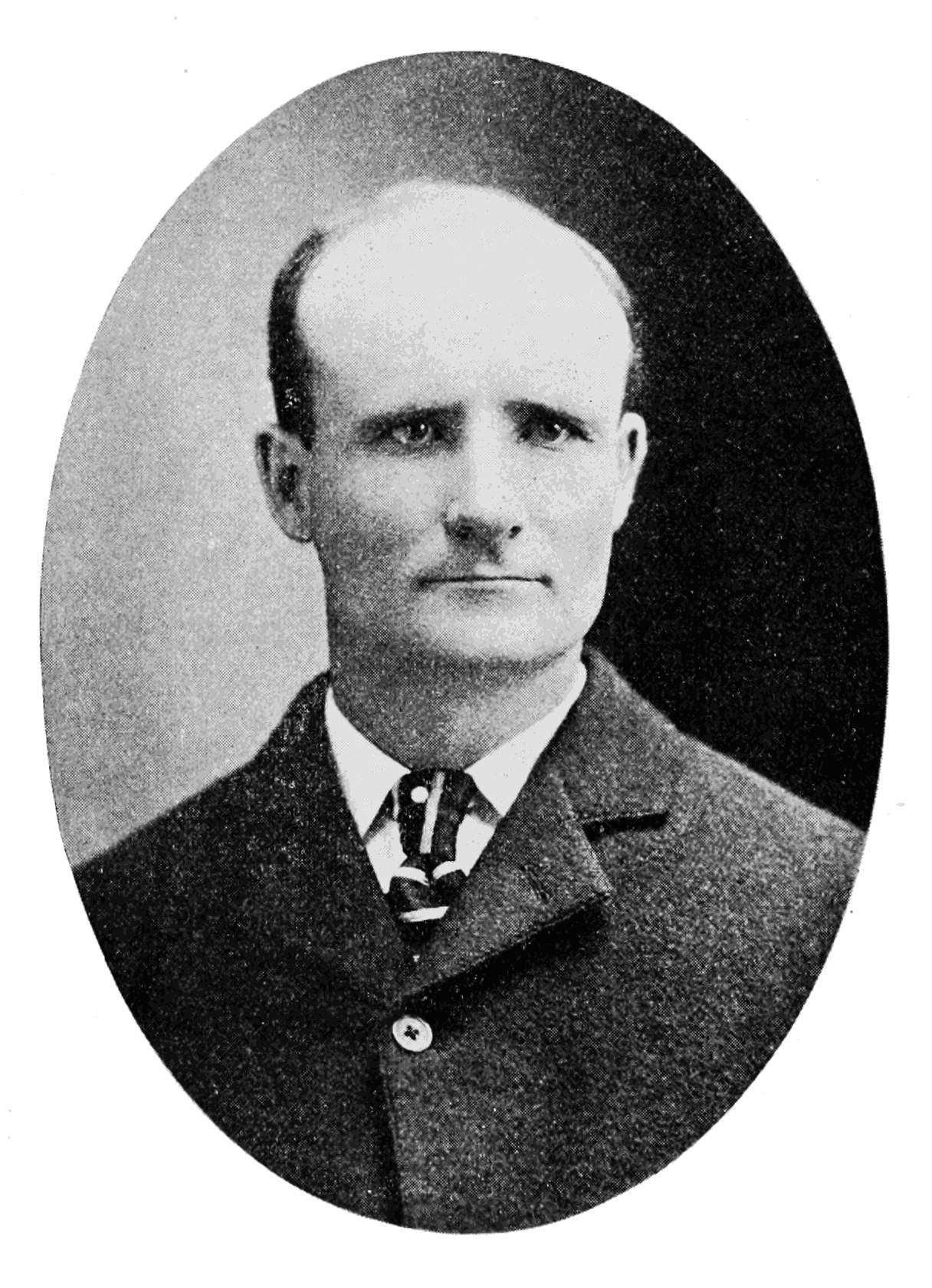
John Bell Hatcher führte zwischen 1896 und 1899 mehrere Expeditionen durch

Etwa im gleichen Zeitraum wie die Ameghinos trug Theodor Allemann, ein schweizerischer Elektroingenieur, der in den 1880er und 1890er Jahren in Argentinien tätig war, eine große Sammlung von Fossilresten aus der Santa-Cruz-Formation zusammen. Sie schließt Zähne und Schädelteile von verschiedensten Säugetieren wie Beutelsäugern, Nebengelenktieren, Südamerikanischen Huftieren und Nagetieren, aber auch von Vögeln und Amphibien ein. Unklar ist, ob Allemann selbst vor Ort sammelte oder die Funde käuflich erwarb. Die rund 1100 Objekte befinden sich heute im Paläontologischen Museum der Universität Zürich. Von 1896 bis 1899 führte der amerikanische Forscher John Bell Hatcher insgesamt drei Expeditionen zur Santa-Cruz-Formation, die er im Auftrag der Princeton University tätigte. Er untersuchte während dieser Zeit unter anderem die Gebiete um den Río Gallegos, den Lago Pueyrredón (Lago Posadas) und die Küstengebiete, etwa um das Cape Fairweather herum. Die letzte Expedition erfolgte gemeinsam mit dem American Museum of Natural History, von dessen Seite Barnum Brown beteiligt war. Die Funde händigte Hatcher der Princeton University aus, wo sie zum Großteil heute noch aufbewahrt sind. Die Untersuchungen der Princeton University wurden in 15 voluminösen Monographien aufgearbeitet, weitgehend herausgegeben von William Berryman Scott. Ungefähr im selben Zeitraum wie Hatcher besuchte André Tournouër vom Pariser Muséum national d’histoire naturelle verschiedenen Fundstellen in Patagonien. Während mehrerer Reisen zwischen 1898 und 1904 sammelte er in der Santa-Cruz-Formation unter anderem an Aufschlüssen des Río Coyle und am Monte León. Dabei fand er zahlreiche Vertebratenknochen, darunter auch viele Vogelreste, die heute im Besitz des Pariser Naturhistorischen Museums sind. In einem nur kurzen Aufsatz zur Geologie Patagoniens aus dem Jahr 1903 gab Tournouër auch eine Altersschätzung für die Santa-Cruz-Formation ab, die den heutigen Erkenntnissen sehr nahekam.
Eine weitere Hochphase der Erforschung lag zwischen den Jahren 1900 und 1923. Sie umfasste mehrere Expeditionen unterschiedlicher Universitäten, teils in Fortführung der Arbeiten von Hatcher. Die erste Expedition 1904, geführt von Handel T. Martin von der University of Kansas, dauerte mehrere Monate, wobei am Cape Fairweather die fossilreichsten Aufschlüsse dokumentiert wurden. Martin besuchte darüber hinaus Florentino Ameghino und besichtigte dessen Sammlung, die er umfangreich aufnahm. Die Ergebnisse der Expedition wurden nie aufgearbeitet, lediglich ein kurzer Aufsatz erschien noch im gleichen Jahr unter Martins Namen. Einige der wohl rund 400 geborgenen Funde verkaufte Martin an verschiedene Museen, der größte Teil wird heute an der University of Kansas aufbewahrt. In den 1920er Jahren leitete dann Elmar S. Riggs mehrere Reisen nach Südamerika, die von Marshall Field gesponsert wurden. Die erste dieser Reisen von November 1922 bis Mai 1923 konzentrierte sich auf die Santa-Cruz-Formation, bei der Riggs weitgehend Hatchers Spuren folgte. Die Reise erbrachte über 280 Fossilreste, darunter mehr als 170 Schädelfunde. Einen Überblick über seine Reisen gab Riggs 1928 in einem kurzen Aufsatz. Die Funde lagern überwiegend im Field Museum in Chicago.

### Moderne Forschungen
Bis in die 1990er erfolgten dann nur wenige Forschungen vor Ort. Mitte der 1970er tätigte Larry G. Marshall von der University of California einige Arbeiten vor Ort. Ihm folgte Anfang der 1980er Jahre Rosendo Pascual vom Museo de La Plata mit mehreren Felduntersuchungen. Eine Gemeinschaftsexpedition der Stony Brook University in New York und dem Museo Argentino de Ciencias Naturales Bernardino Rivadavia in Buenos Aires unter Leitung von John Fleagle und Miguel Soria fand im Jahr 1988 statt. Im Fokus des Interesses stand vor allem die Fundstelle Monte Observación nördlich des Río Coyle. Im gleichen Zeitraum führte Adán A. Tauber von der Universidad de Córdoba Untersuchungen vor Ort durch, während sich unabhängig davon eine Forschergruppe auf dem Weg nach Antarktika für eine Tagesexkursion in Killik Aike Norte aufhielt und dabei unter anderem den Gesichtsschädel eines Primaten entdeckte. Lediglich Adán A. Tauber setzte seine Untersuchungen über einen längeren Zeitraum fort. Er konnte dabei nicht nur mehrere alte Fundstellen identifizieren, sondern häufte auch eine Sammlung von rund 250 Fossilfunden an. Seit 2003 finden intensivere Forschungen einer internationalen Forschergruppe aus Argentinien, den USA und Uruguay unter gemeinsamer Leitung der Duke University und des Museo de La Plata an den Aufschlüssen der Santa-Cruz-Formation mit jährlichen Felduntersuchungen statt, die Auswertung der Funde hält bis heute an. Standen anfgänglich die küstennahen Regionen im Fokus der Wissenschaftler, werden seit 2009 auch zunehmend Grabungstätigkeiten im Landesinneren durchgeführt.